# Folknáře
Folknáře  jsou XXVIII. část statutárního města Děčín. Nachází se na východě Děčína. Děčín XXVIII-Folknáře leží v katastrálním území Folknáře o rozloze 2,45 km².

## Historie
První písemná zmínka o vesnici pochází z roku 1425.

## Obyvatelstvo
Při sčítání lidu v roce 1921 ve vsi žilo 296 obyvatel (z toho 128 mužů), z nichž bylo sedm Čechoslováků, 283 Němců a šest cizinců. Kromě sedmi evangelíků a 38 členů nezjišťovaných církví byli římskými katolíky. Podle sčítání lidu z roku 1930 měla vesnice 353 obyvatel: patnáct Čechoslováků, 332 Němců a šest cizinců. Většina (275 osob) se hlásila k římskokatolické církvi, ale žilo zde také devatenáct evangelíků, 37 příslušníků nezjišťovaných církví (převážně starokatolíků a 22 lidí bez vyznání.
|                                                                  | 1869 | 1880 | 1890 | 1900 | 1910 | 1921 | 1930 | 1950 | 1961 | 1970 | 1980 | 1991 | 2001 | 2011 |
| ---------------------------------------------------------------- | ---- | ---- | ---- | ---- | ---- | ---- | ---- | ---- | ---- | ---- | ---- | ---- | ---- | ---- |
| Obyvatelé                                                        | 221  | 213  | 203  | 197  | 239  | 296  | 353  | 270  | 271  | 338  | 209  | 214  | 217  | 327  |
| Domy                                                             | 38   | 39   | 32   | 34   | 40   | 49   | 61   | 64   | —    | 68   | 58   | 67   | 76   | 100  |
| Počet domů z roku 1961 je zahrnut v domech místní části Březiny. |      |      |      |      |      |      |      |      |      |      |      |      |      |      |

## Pamětihodnosti
- Venkovská usedlost čp. 13